# Мухаджирство серед нахських народів
Нахське мухаджирство — мухаджирство значної частини представників нахських народів в імперію Османа. Здійснювалося в рамках загального переселення гірських народів у 1858—1865 роках, у зв'язку із завоюванням Північного Кавказу Російською імперією. Ідея переселення власне вайнахів запропонована уряду Туреччини генерал-майором Російської імператорської армії Мусою Кундуховим. Воно припало на 1865 рік, коли між урядами Росії та Туреччини було досягнуто відповідної угоди. Одним із результатів стала поява чеченської діаспори в Анатолії (див. чеченці в Туреччині), а також у деяких районах Месопотамії, Йорданії (див. чеченці в Йорданії), Сирії (див. Чеченці в Сирії) та Єгипту, а також поява інгушської діаспори в Туреччині, Йорданії та Сирії.
З. -Е. Бадаєв заперечує правомірність застосування терміна «мухаджирство» до переселення кавказьких народів, оскільки цей термін має на увазі добровільне переселення з релігійних причин. Щодо гірських народів це не відповідає дійсності, оскільки вони були змушені переселитися політикою Російської імперії.

## Мухаджирство на Північному Кавказі
Останніми роками Кавказької війни (1817—1864) і після її закінчення серед мусульман Північного Кавказу мала місце своєрідна форма масового переселення — мухаджирство. Його зміст полягав у відході мусульманського населення з немусульманської держави; для північнокавказького регіону це був результат мусульман з православної Російської імперії, що розростається, в підданство одновірної Османської Туреччини. Особливо значний характер північнокавказьке мухаджирство набуло у 1858—1865 роках (у ці 8 років офіційно виїхало 493 194 особи), але окремі факти переселень мали місце і до 1858 року, і після 1865 — аж до Першої світової війни 1914—1918).
Мухаджирство торкнулося різні північнокавказькі народи різною мірою: балкарці та інгуші майже переселялися; кабардинців і чеченців мухаджирство торкнулося, але трохи; найбільш масовим переселення було для західних адигів, абазин, ногайців та орстхойців/карабулаків.

### Причини
Мухаджирство було наслідком колоніальної політики Російської імперії на Північному Кавказі, воно фактично здійснювалося завдяки підтримці російського уряду, але частково зумовлювалося й деякими незалежними від цієї політики причинами — економічними, соціальними та релігійними. Ряд дослідників, які вивчали це питання, відзначають складність і різноманіття причин північнокавказького мухаджирства (напр. Х. Лайпанов, 1966; Н. Волкова, 1974).
1. Політичні причини. Одним із значних поштовхів до переселення мусульманського населення Північного Кавказу став полон Шаміля в 1859; Північно-Кавказький імамат, як запорука майбутнього звільнення від російського ярма, був повалений. Багато жителів краю «упали духом і зважилися залишити землю, приречену назавжди бути надбанням невірних»[6]. Російський уряд вважав, що виселення частини північнокавказців прискорить підкорення регіону, «Кавказ позбудеться неспокійного населення…» і всіляко сприяло мухаджирству, іноді підштовхуючи до від'їзду навіть цілком «замирені» селища[3]. Уряд Османської Туреччини також мав вигоду від цього переселення — в особі мухаджирів він отримував значний військовий контингент, вороже налаштований до Росії (у зв'язку з чим мухаджирів намагалися розселяти російсько-турецьким кордоном). Турецька адміністрація давала згоду на прийом великих за чисельністю партій біженців і всіляко заохочувала мухаджирів прокламаціями, що містять різні обіцянки та релігійні гасла[7].
2. Економічні причини. Для населення Північного Кавказу найважливішим було питання землі — нова російська адміністрація або стискала їх у особистих наділах, або змушувала переселяться на зазначені рівнинні території, що і послужило основною причиною переселення багатьом північнокавказців (напр. для західних адигів). Російська сторона після виселення частини місцевого мусульманського населення, отримувала величезні земельні простори, необхідні імперії для заселення козацтвом та роздачі землі лояльної північно-кавказької знаті[8][3].
3. Соціальні причини. Північнокавказьке населення мало складну соціально-родову структуру, різні за статусом і чисельністю спільноти мали тісні зв'язки, які грали величезну роль життя місцевих народностей. Це призводило до того, що за впливовими особами спільноти нерідко піднімався для переселення весь рід[9].
4. Релігійні причини. Згідно з російським істориком, генерал-майору Р. Фадєєву на зміну мюридизму в спільноти мусульман Північного Кавказу прийшли проповіді зикризму, і саме завдяки їхньому впливу сформувалася тенденція переселення до Османської Туреччини; мухаджири заявляли, що часи наближаються і їм потрібно бути ближче до Мекки. Серед населення часто виникали різні містичні чутки, наприклад про те, «що намаз, що здійснюється на землі, якою володіють християни, не дійсний і не веде до спасіння»[6] або небезпідставна чутка про можливе хрещення горян.

У ХІХ столітті мухаджирство значно вплинуло на етно-політичну карту Північного Кавказу, особливо у районах із найбільшим відпливом мусульманського населення. Цей процес був досить важливим для історії регіону, поряд з такими значимими факторами, як воєнні дії Російської імператорської армії в 1840-60-ті роки, різні реформи російського уряду, міграція малоземельних гінських спільнот на рівнину Предкавказзя, а також масовим переселенням на Північний Кавказ представників інших національностей.

## Історія

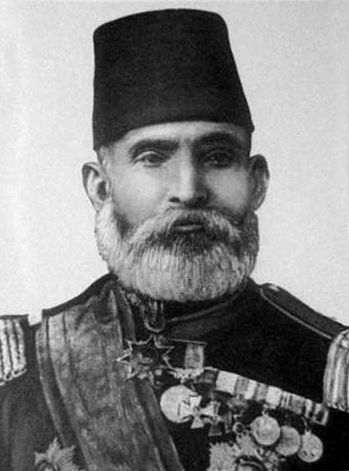
Ініціатор мухаджирства Муса Кундухов

Метою царизму було звільнення від «неблагонадійного» населення31[джерело?]. В рамках реалізації цієї угоди протягом літа 1865 було переселено близько 5 тисяч сімейств (20 тисяч осіб). Також переселилися 6187 карабулаків.
Розповсюдженню ідей переселення сприяли як поширені серед горців чутки про введення рекрутчини або звернення до козаків, так і обіцянки з боку турецького султана переселенцям землі вірмен, що поїхали до Росії, податкових пільг і грошової допомоги.
Всього з Терської області було вивезено 4983 вайнахські сімейства, 6262 арби, 1120 голів великої рогатої худоби, 4726 коней. Зокрема, з чеченців — 3502 сім'ї та інгушів — 1454 сім'ї (включаючи майже всіх карабулаків — 1366 сімей та назранівців — 88 сімей), загальною чисельністю 22491 осіб.
У 1860-1870-х роках повернулися на батьківщину 5857 чеченців. Частина чеченців повернулася після російсько-турецької війни 1877—1878 років.
В 1868 після багатьох поневірянь обдурені переселенці спробували повернутися на Батьківщину, але повстання було жорстоко придушене.
З тих, що залишили Росію, частина оселилася у Туреччині. Інша група оселилася в районі Голанських висот (Сирія), третя переселилася до Йорданії, четверта осіла в Іраку.
Частина чеченців загинула, воюючи на боці Туреччини у франко-турецькій війні 1920—1921 рр..
Станом на 2002 рік чеченська діаспора у Туреччині становила близько 25 тисяч осіб.
У 1935 році в Туреччині було прийнято закон, згідно з яким нетурецьким народам заборонялося говорити рідною мовою. Це спричинило прискорення отуречування іншомовного населення.

## Відомі представники чеченської діаспори у Туреччині[13]

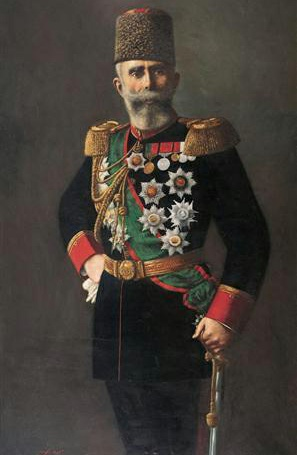
Махмуд Шевкет-паша

- Махмуд Шевкет-паша (1856—1913) — військовий та політичний діяч Османської імперії, великий візир Османської імперії;
- Шахін Бей (Мухьаммад Саӏід) — народний герой Туреччини, захисник міста Антеп;
- Довхан Гуйреш — генерал-армії, був командувачем Турецької армії на початку 90-х років XX століття, з 1994 депутат Парламенту Туреччини;
- Гурес Доган — начальник генерального штабу армії Туреччини у 1990—1994 роках;
- Бекташ Демірель — дзюдоїст, чемпіон і призер чемпіонатів Європи, призер чемпіонату світу;
- Селім Татароглу — дзюдоїст, чемпіон і призер чемпіонатів Європи, призер чемпіонату світу.

## Відомі представники інгушської діаспори у Туреччині[14]
- Саліх Полаткан (Хаматханов) — генерал армії, військовий аташе в Югославії (1950—1952 рр.).);
- Салім Полоткан (Хаматханов) — турецький офіцер, спортсмен, чемпіон Центральної Європи, учасник літніх Олімпійських ігор 1936 року у Берліні;
- Хасан-Басрі Геккая (Беков) — турецький журналіст, головний редактор газети «Мерам»;
- Екрем Геккая (Беков) — турецький кіноактор;
- Макшаріф Бештав (Ахрієв) — доктор історичних наук;
- Атіла Тачою (Точієв) — доктор медичних наук;
- Садеттін Джанполат — професійний художник, письменник, поет;
- Ферді Айдамір (Тумгоєв) — турецький письменник.
- а також низка представників інгушської діаспори, які стали героями Туреччини та удостоєних турецької нагороди Медаль Істікляль («Медаль Незалежності» або «Медаль Свободи», тур. İstiklal Madalyası), серед яких Мехмет Кетей (Магомед Котієв), Сулейман Сирр Койдемір (Бештоєв), Абдул-Мерід Койдемір (Бештоєв), Ісмаїл Ташкой (Торшхоєв) та ін. Один із представлених до нагороди Осман Тимурзієв відмовився від медалі у зв'язку з важким економічним становищем Туреччини (медаль була з чистого золота).

## У культурі
Мухаджирству серед чеченців присвячений роман Абузара Айдамірова «Довгі ночі». Мухаджирству серед інгушів присвячено роман турецького письменника інгушського походження Садеттіна Джанполата «Срібний кинджал».